# 7e cérémonie des Los Angeles Film Critics Association Awards
La 7e cérémonie des Los Angeles Film Critics Association Awards (LAFCA Awards), décernés par la Los Angeles Film Critics Association, a eu lieu le 14 décembre 1981, et a récompensé les films réalisés dans l'année.

## Palmarès
Note : la LAFCA décerne deux prix dans chaque catégorie ; le premier prix est indiqué en gras.

### Meilleur film
- Atlantic City
  - Reds

### Meilleur réalisateur
- Warren Beatty pour Reds
  - Lawrence Kasdan pour La Fièvre au corps (Body Heat)

### Meilleur acteur
- Burt Lancaster pour son rôle dans Atlantic City
  - Henry Fonda pour son rôle dans La Maison du lac (On Golden Pond)

### Meilleure actrice
- Meryl Streep pour son rôle dans La Maîtresse du lieutenant français (The French Lieutenant's Woman)
  - Diane Keaton pour son rôle dans Reds

### Meilleur acteur dans un second rôle
- John Gielgud pour son rôle dans Arthur
  - Jack Nicholson pour son rôle dans Reds

### Meilleure actrice dans un second rôle
- Maureen Stapleton pour son rôle d'Emma Goldman dans Reds
  - Melinda Dillon pour son rôle de Teresa Perrone dans Absence de malice (Absence of Malice)

### Meilleur scénario
- Atlantic City – John Guare
  - Reds – Warren Beatty et Trevor Griffiths

### Meilleure photographie
- Reds – Vittorio Storaro
  - La Maîtresse du lieutenant français (The French Lieutenant's Woman) – Freddie Francis

### Meilleure musique de film
- Ragtime – Randy Newman
  - Les Chariots de feu (Chariots of Fire) – Vangelis

### Meilleur film en langue étrangère
- Pixote, la loi du plus faible (Pixote: A Lei do Mais Fraco)  Brésil
  - Les Chariots de feu (Chariots of Fire)  Royaume-Uni

### New Generation Award
- John Guare

### Career Achievement Award
- Barbara Stanwyck

### Experimental/Independent Film/Video Award
- R. Bruce Elder – The Art of Worldly Wisdom

### Prix spécial
- A Kevin Brownlow pour son travail de reconstitution sur le film Napoléon d'Abel Gance.